# Sibaj
Sibaj (ryska Сиба́й, basjkiriska Сибай) är en stad i Basjkirien i Ryssland. Staden har 62 356 invånare år 2015.